# 二色瓦韦
二色瓦韦（学名：Lepisorus bicolor）为水龙骨科瓦韦属下的一个种。种名 bicolor 意为“二色的”。